# Magma pierwotna
Magma pierwotna – magma pochodząca wprost z obszaru źródłowego, stosunkowo wysokotemperaturowa. Jest układem termodynamicznym jedno- lub dwufazowym (faza ciekła – stop i stała – kryształy). Charakteryzują się prymitywnym wyjściowym składem chemicznym, aczkolwiek rzadko zdarza się by w takim stanie dosięgnęły powierzchni Ziemi. Przeważnie ulegają procesem dyferencjacji magmowej.